# Ф
Ф, ф e буква от кирилицата. Обозначава беззвучната устнено-зъбна проходна съгласна /f/. Присъства във всички славянски кирилски азбуки (21-ва в българската, 22-ра в руската, 23-та в беларуската, 25-а в украинската и сръбската и 26-а в македонската). Използва се също така и в някои от азбуките на народите от бившия СССР. В старобългарската и църковнославянската азбука има название фрьтъ. В глаголицата се изписва така , а в кирилицата — Ф. И в двете азбуки има цифрова стойност 500. Произлиза от гръцката буква Фи φ.